# Slaget ved Maldon
Slaget ved Maldon fandt sted den 11. august 991 øst for byen Maldon ved Blackwater-flodens udløb i Essex, England, i Ethelred 2. den Rådvildes regeringstid. Ealdorman Byrhtnoth var anfører for angelsakserne, der gik i kamp mod indtrængende vikinger.
Slaget endte med et angelsaksisk nederlag. Efter slaget rådede ærkebiskop Sigeric af Canterbury og rådmændene fra de sydvestlige provinser kong Ethelred til at betale vikingerne for at forlade landet, i stedet for at fortsætte med den væbnede kamp. Resultatet blev at der blev betalt 10.000 romerske pund (3.300 kg) sølv, hvilket var det første eksempel på danegæld i England.
Vikingerne siges i Den angelsaksiske krønike at være ledet af Olav Tryggvason, som faktisk opholdt sig i England i 991. Navnet kan alligevel være indskudt i teksten senere, for John af Worcester skriver i sin krønike fra det samme år, at "danerne ødelagde Ipswich under ledelse af Justin og Guthmund, søn af Steitan".